# Rodrigo y Gabriela
Rodrigo y Gabriela je mexické kytarové duo. Tvoří je Rodrigo Sánchez (* 1974) a Gabriela Quinterová (* 1973), oba narození v Ciudad de México. Oba hrají na flamenco kytaru, Gabriela používá k doprovodu také perkuse. Jejich styl propojuje akustický rock s latinskoamerickou hudební tradicí.

## Historie
Seznámili se jako patnáctiletí a společně hráli v metalové skupině Tierra Ácida. Od roku 1999 žili v Irsku, kde vystupovali v hospodách a na ulici, v roce 2001 vydali vlastním nákladem první album. Popularitu získali díky spolupráci s místními hudebníky jako Damien Rice nebo Lisa Hanniganová a smlouvě s nahrávací společností Rubyworks Records. Jejich eponymní album se v roce 2006 dostalo do čela hitparády Irish Albums Chart. V roce 2010 vystupovali v Bílém domě pro Baracka Obamu a byli hosty Noční show Jaye Lenoe. Podpořili organizaci Enough Project, usilující o ukončení násilí v Africe. Album Area 52 nahráli s kubánským orchestrem C.U.B.A. a sitáristkou Anouškou Šankarovou. Spolupracoval s nimi také Courtney Pine, Alex Skolnick a Zoë Conwayová. Za desku Mettavolution získali Rodrigo a Gabriela v roce 2020 Cenu Grammy v kategorii současných instrumentálních alb. 
Spolupracovali s Hansem Zimmerem na soundtracku k filmu Piráti z Karibiku: Na vlnách podivna. Jejich hudba zazněla i v televizním seriálu Perníkový táta a v animovaném filmu Kocour v botách. V repertoáru mají kromě vlastních skladeb také coververze od skupin Metallica, Led Zeppelin nebo Pink Floyd.
Původně byli Rodrigo a Gabriela také životními partnery, v roce 2012 se rozešli a udržují pouze profesionální vztah.

## Diskografie
- Foc (2001)
- re-Foc (2002)
- Live: Manchester and Dublin (2004)
- Rodrigo y Gabriela (2006)
- 11:11 (2009)
- Area 52 (2012)
- 9 Dead Alive (2014)
- Mettavolution (2019)
- In Between Thoughts...A New World (2023)